# Ксенолингвистика
Ксенолингви́стика (англ. xenolinguistics; от греч. ξένος — чужой, посторонний, и лат. lingua — язык) — гипотетическая наука, изучающая языки разумных инопланетных существ. Хотя термин «ксенолингвистика» появился раньше и более распространён, употребляется также название «астролингвистика». Возможно, первые попытки научных исследований гипотетического инопланетного языка были предприняты организацией SETI. Один из сотрудников организации предположил, что возможным примером «инопланетного» языка в рамках Земли (то есть основанного на иных принципах, нежели привычные человечеству) является сильбо-гомеро — язык свиста, использовавшийся гуанчами, истреблёнными ныне аборигенами Канарских островов.
Характер и форма таких языков остаются чисто умозрительными, потому что, несмотря на существование ряда проектов по поиску внеземного разума, никаких признаков разумной жизни за пределами Земли пока не обнаружено. Возможность будущего контакта с разумной внеземной цивилизацией сделала вопрос о структурах, формах и видах гипотетических инопланетных языков темой серьёзных научных и философских дискуссий.
Помимо учёных темы гипотетических инопланетных языков касаются также писатели-фантасты. Некоторые из них создали вымышленные языки для своих персонажей, другие обошли проблему, предположив существование в будущем устройств для перевода любых языков либо создание универсального языка, на котором смогут говорить любые разумные виды.

## Исследование вопроса
Вопрос о том, в каких формах могут существовать инопланетные языки, равно как и о том, смогут ли земляне при гипотетической встрече с инопланетянами признать их языками, рассматривается с нескольких точек зрения. Рассмотрение этого вопроса является частью программ по курсам лингвистики и языкознания в некоторых университетах.
Живые существа на Земле использует различные невербальные способы коммуникации, и это может дать ключ к пониманию гипотетического инопланетного языка, если он когда-либо будет открыт. К способам коммуникации между людьми относятся многие визуальные сигналы, такие как язык жестов, язык тела, выражение лица и какие-либо изображения (в том числе образы), поэтому возможно предположить, что какие-либо внеземные разумные виды, если они существуют, могут не иметь «разговорного» языка, однако же иметь способность к коммуникации. Среди животных на Земле есть такие, которые используют принципиально другие формы коммуникации, недоступные людям. Например, каракатицы и хамелеоны могут изменить цвет своего тела сложным образом, что является средством коммуникации, или муравьи и пчёлы, которые используют феромоны для достаточно разносторонней коммуникации с другими членами их муравейников и ульев.
Темы «чужого» языка, пусть и косвенно, касался философ Людвиг Витгенштейн, который писал, что «если бы лев мог говорить, мы не смогли бы понять его». С другой стороны, многие референталисты и верификационисты предполагают, что на деле разрыв между земными и инопланетными языками, если они существуют, может оказаться ещё более глубоким. Некоторые учёные считают, что общение с инопланетянами, если оно когда-либо произойдёт, может быть возможно посредством телепатии. Философ Уиллард Ван Орман Куайн выдвинул тезис о так называемой «неопределённости перевода», согласно которой любая гипотеза перевода может быть доказана только путём обращения к контексту, посредством определения других предложений, которые будут произносить носители языка.
Голландский математик Ханс Фройденталь в 1960 году в своей книге описал созданный им линкос — искусственный язык, созданный на основе математики, который он считал возможным использовать для гипотетического общения с инопланетянами ввиду его предполагаемой универсальности.